# Suliszewek
Suliszewek – wieś w Polsce położona w województwie łódzkim, w powiecie skierniewickim, w gminie Nowy Kawęczyn. Wieś leży przy rzece Rawka oraz przy granicy województwa łódzkiego i mazowieckiego.
W latach 1975–1998 miejscowość administracyjnie należała do województwa skierniewickiego.